# Lantis
Lantis is de organisatie die mobiliteitsprojecten van gewestelijk belang in de Antwerpse regio realiseert en beheert. Het is de naam waaronder de BAM opereert, een naamloze vennootschap van publiek recht, ingericht door de Vlaamse overheid en gefinancierd met belastinggeld en eigen inkomsten.

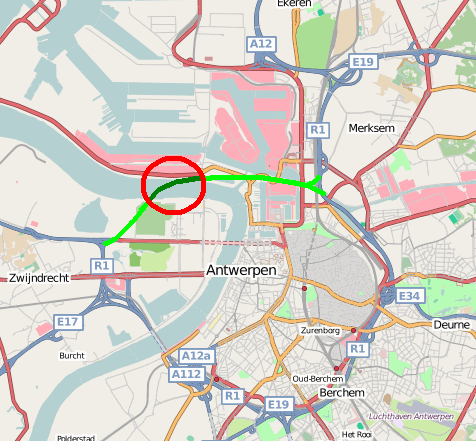
De Oosterweelverbinding in lichtgroen, met de Oosterweeltunnel in donkergroen

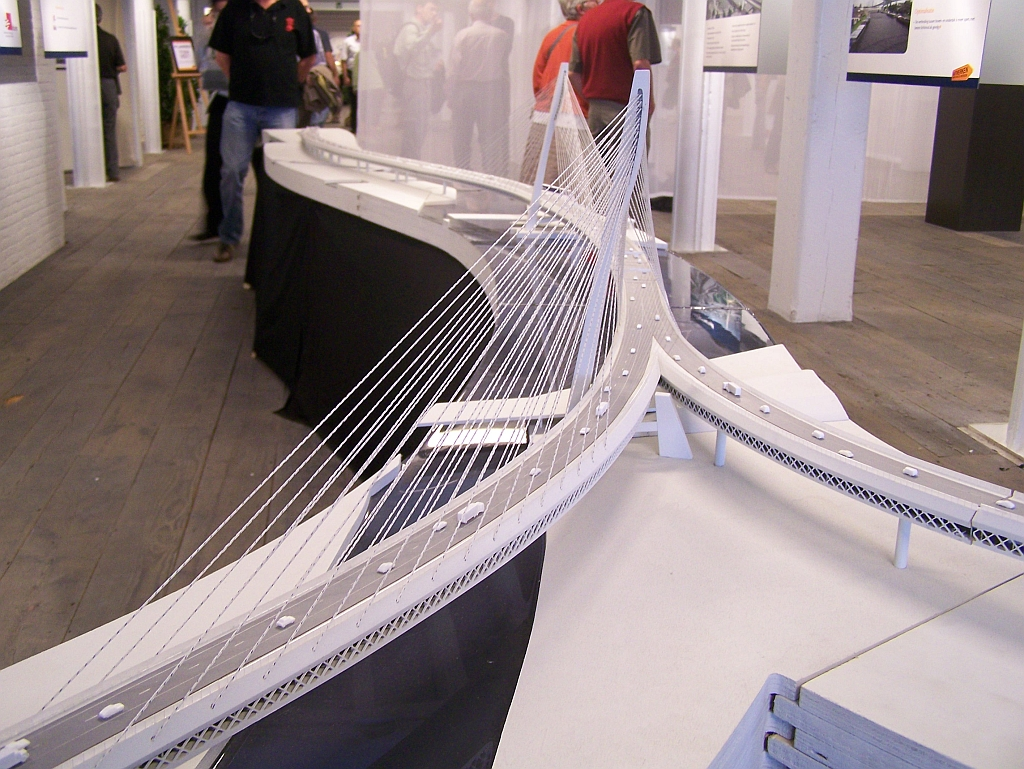
Maquette van de oorspronkelijke geplande brugverbinding, de Lange Wapperbrug

Lantis is sinds 4 april 2019 de nieuwe naam van de Beheersmaatschappij Antwerpen Mobiel (BAM). Tot het opdrachtenpakket van het overheidsbedrijf behoort het aanpakken van de mobiliteit in en rond Antwerpen, de verbetering van de ring rond Antwerpen met het oog op doorstroming, overlastbeperking en milieu-impact, de realisatie van de Oosterweelverbinding, de aanleg van park&ride parkings rond Antwerpen, het uitbreiden van het netwerk en aanbod van de Antwerpse tram, de organisatie van een systeem van elektrische deelfietsen en zo meer.
Het letterwoord Lantis staat voor Leefbaar Antwerpen door Innovatie en Samenwerken.
Lantis werd als Beheersmaatschappij Antwerpen Mobiel in 2002 opgericht door het Vlaams Parlement. Dit was de uitwerking van het Masterplan Antwerpen, een plan van de Vlaamse Regering, goedgekeurd op 15 december 2000 voor de sluiting van de Antwerpse ring.  Met het plan gaf de Vlaamse Regering het akkoord tol te heffen op de Oosterweelverbinding voor de financiering van het Masterplan en werd ook voor een vlotte en efficiënte realisatie beslist om BAM op te richten. Met BAM had de Vlaamse overheid een publiekrechtelijk instrument ter beschikking om flexibel en gespecialiseerd personeel aan te trekken aan marktconforme voorwaarden die niet haalbaar zijn binnen het Vlaams personeelsstatuut.  
De bestuurders van de organisatie leggen sindsdien jaarlijks verantwoording af aan de Commissie Mobiliteit en Openbare Werken van het Vlaams Parlement, en presenteren de commissieleden hun voortgangsrapportering.  Bevoegd minister is de Vlaams minister van Mobiliteit.
In september 2003 werd de oprichtingsakte verleden en startte de BAM met de begeleiding van de masterplanprojecten. Bruno Accou, die kort daarvoor nog actief was bij KBC Securities, werd de eerste algemeen manager van de BAM.
Op 29 juli 2004 werd de NV Tunnel Liefkenshoek, de beheerder van de Liefkenshoektunnel, eigendom van BAM. Door deze overdracht wordt het mogelijk de inkomsten van de NV Tunnel Liefkenshoek te gebruiken voor de aflossing van de schuldfinanciering van de Oosterweelverbinding en de overige projecten van het Masterplan Antwerpen. Tot de deelprojecten die sindsdien werden afgewerkt behoren onder meer de heringebruikname van de Kattendijksluis en de vervanging van de Hoogmolenbrug, Deurnebrug en IJzerlaanbrug.
Op 22 september 2010 koos de Vlaamse regering definitief voor de bouw van de Oosterweeltunnel in plaats van voor de Lange Wapperbrug in het Oosterweeldossier.
Op 3 juni 2020 werd de realisatie van de Oosterweeltunnel gegund aan een consortium van Belgische bouwbedrijven, verenigd in de Tijdelijke Handelvereniging Combinatie Oosterweeltunnel (THV COTU). Het betreft een samenwerking tussen BESIX, DEME en de Jan De Nul Group. De technische installatie werden toegewezen aan Engie Fabricom. Het contract heeft een waarde van 570 miljoen euro. Op 20 november 2020 keurde Vlaams minister van Omgeving Zuhal Demir de omgevingsvergunning voor de Oosterweelverbinding goed.

## Bestuur
| Periode      | Voorzitter           |
| ------------ | -------------------- |
| 2003 - 2008  | Fernand Desmyter     |
| 2008 - 2012  | Karel Vinck          |
| 2012 - 2015  | Rudi Thomaes         |
| 2015 - 2022  | David Van Herreweghe |
| 2022 - heden | Marc Descheemaecker  |

| Periode     | Algemeen directeur |
| ----------- | ------------------ |
| 2003 - 2005 | Bruno Accou        |
| 2006 - 2019 | Jan Van Rensbergen |
| 2019 - 2025 | Luc Hellemans      |